# Ischaemum anthephoroides
Ischaemum anthephoroides là một loài thực vật có hoa trong họ Hòa thảo. Loài này được (Steud.) Miq. mô tả khoa học đầu tiên năm 1867.